# Condado de Sligo
Sligo (Sligeach em Gaélico Irlandês) é um condado na província de Connacht, a oeste da Irlanda. Área: 1 836 km². Em 2002 tinha uma população de  58 200 habitantes. O nome Sligeach  significa "local com muitas conchas". Sua população é de aproximadamente de 70 mil pessoas.
O poeta e laureado com o Nobel de Literatura, William Butler Yeats (1865-1939) passou aqui uma grande parte da sua infância, na zona norte de Sligo. As paisagens da região serviram em grande parte como motivos de inspiração poética, em especial a Ilha de Inisfree, em Lough Gill). Yeats disse, certa vez: "o local que realmente mais influenciou a minha vida foi Sligo."
Também é conhecida por ser a cidade natal dos cantores Shane Filan, Mark Feehily e Kian Egan, do grupo Westlife.
A paisagem megalítica do cemitério de Carrowmore está aqui localizada.
A cidade de Sligo (população: 19 735) abriga o Instituto de Tecnologia de Sligo.
Além do Oceano Atlântico a norte, os limites de Sligo são Leitrim a leste, Roscommon a sudeste e Mayo a sudoeste.
Outras localidades:
- Inishcrone/Enniscrone
- Tubbercurry
- Ballymote